# José Duarte Coelho
José Duarte Coelho foi um político e ferroviário português.

## Biografia

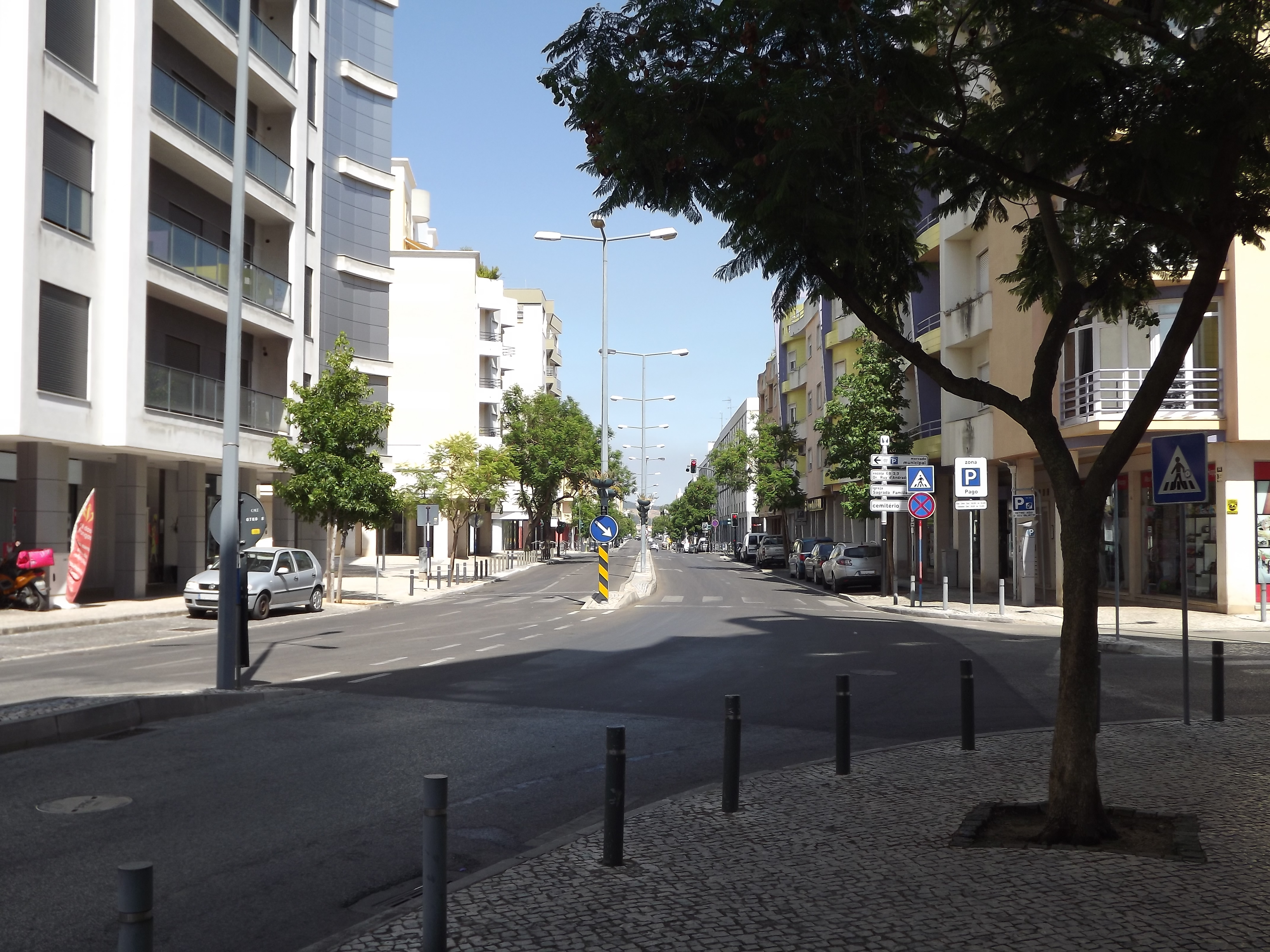
Cidade do Entroncamento.

Em 1959, completou 50 anos ao serviço da Companhia dos Caminhos de Ferro Portugueses, exercendo naquela altura a posição de inspector-chefe das Oficinas de Creosotagem.
Foi, igualmente, presidente da Junta de Freguesia e da Câmara municipal do Entroncamento, até 14 de Novembro de 1959, tendo sido substituído por Eugénio Dias Poitout. Foi um dos principais impulsionadores do Entroncamento, tendo conseguido que fosse elevado a vila com um concelho próprio, e defendeu a sua elevação a cidade.